# Mai 2010
Acest articol este generat integral pe baza informațiilor din articolul 2010 și este actualizat periodic de un robot.
 Editările făcute în articol vor fi șterse la următoarea actualizare! Dacă doriți să faceți modificări, editați articolul-sursă.

ianuarie -
februarie -
martie -
aprilie -
mai -
iunie -
iulie -
august -
septembrie -
octombrie -
noiembrie -
decembrie
Mai 2010 a fost a cincea lună a anului și a început într-o zi de sâmbătă.

## Evenimente

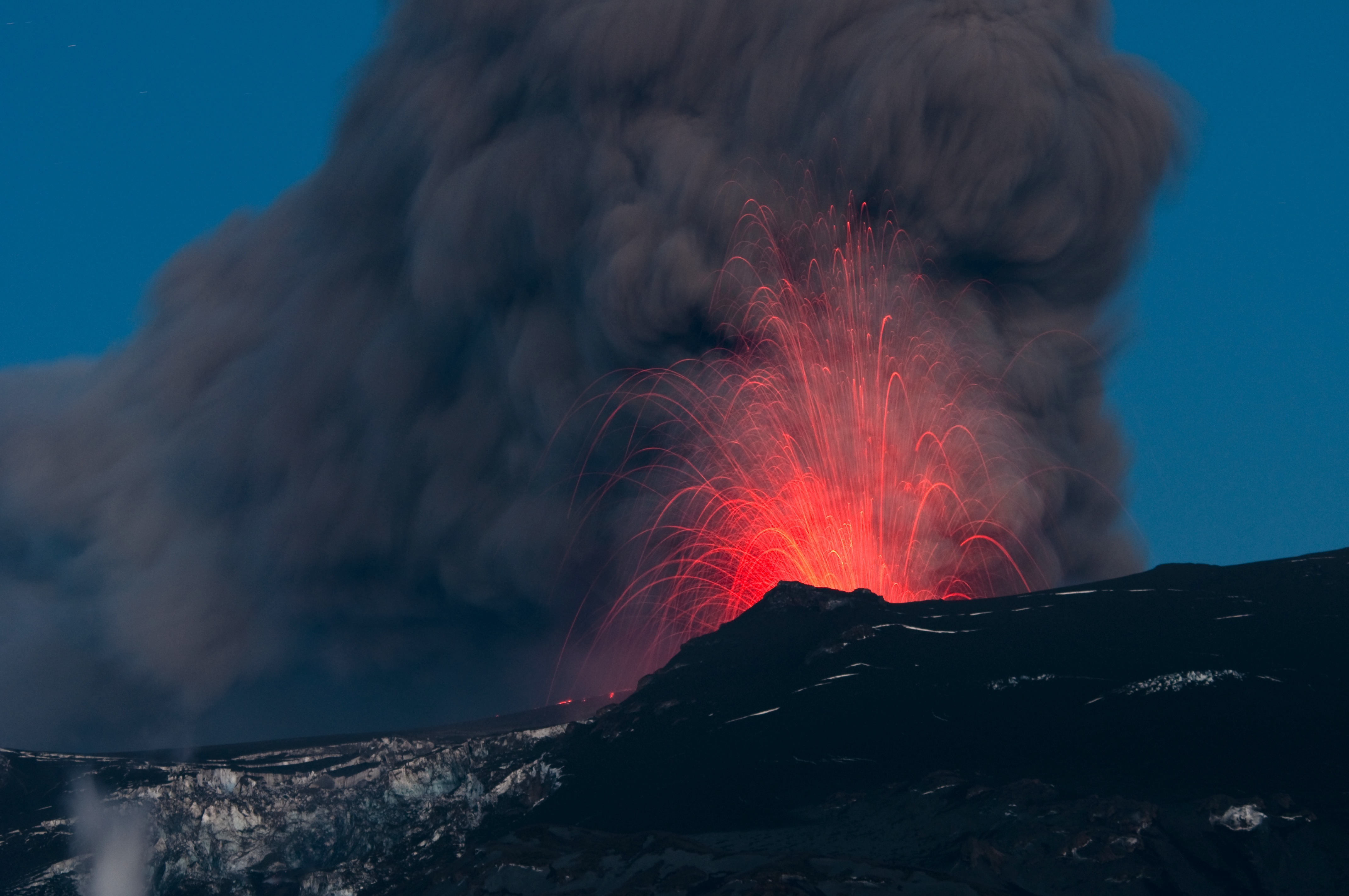
Erupția vulcanului Eyjafjallajökull

- 1 mai - 31 octombrie: Expoziția Universală 2010 de la Shanghai, China. Pavilionul României este construit în formă de măr.[1]
- 2 mai: Eurogroup și Fondul Monetar Internațional au aprobat acordarea unui ajutor de 110 miliarde de euro Greciei. Este cel mai mare pachet de asistență financiară acordat până acum. În schimb, guvernul Papandreou s-a angajat să reducă cheltuielile bugetare cu încă 30 miliarde de euro.[2]
- 6 mai: Alegeri parlamentare în Marea Britanie.
- 6 mai: Apar primele pete de petrol pe coastele insulelor Chandeleur, în rezervația naturală Breton.
- 8 mai: Antrenorul formației de handbal masculin HCM Constanța, Zoran Kurteș a fost găsit mort într-un hotel din Mamaia. Acesta a murit din cauza unui atac de cord.[3]
- 10 mai: BP lansează un site web pentru a strânge sfaturi cu privire la modalități de a bloca puțul.
- 11 mai: În urma Alegerilor legislative din Regatul Unit, Gordon Brown demisionează din funcția de premier, fiind înlocuit de David Cameron.[4]
- 12 mai: Atletico Madrid a câștigat finala Europa League în fața echipei Fulham.[5]
- 14 mai: BP începe procedura de înserare a unui tub flexibil cu lungimea de o milă în conducta deteriorată, astfel încât o navă-cisternă să poată aspira petrolul. Funcționează, dar reușește să strângă nu mai mult de 2.000 barili/zi.
- 20 mai: Cinci picturi în valoare de 100 milioane de € sunt furate de la Muzeul de Artă Modernă din Paris.[6][7]
- 22 mai: Internazionale Milano câștigă Liga Campionilor 2009-2010 în fața echipei Bayern München[8]
- 24 mai: BP oferă 500 mil. dolari pentru studiul efectelor mareei negre.
- 26 mai: Se declanșează operațiunea "Top Kill", care prevede acoperirea puțului prin pomparea de nămoluri grele pentru reducerea presiunii petrolului.
- 27 mai: Dispersia de petrol a depășit-o pe cea provocată în 1989 de Exxon Valdez (de 262.000 barili de țiței); este acum estimată la 19.000 barili/zi, calificându-se drept "cel mai grav dezastru ambiental din istoria Statelor Unite".
- 28 mai - 6 iunie: A 9-a ediție a Festivalului Internațional de Film Transilvania.[9]
- 29 mai: Finala concursului Eurovision din Norvegia. Concursul a fost câștigat de Germania cu 246 puncte.[10]
- 29 mai: BP admite că operațiunea "Top Kill" a eșuat.
- 31 mai: Debutează operațiunea "Cut and Cap": tăierea valvei de siguranță care nu a funcționat la gura puțului și acoperirea ei cu o valvă de blocare numită Lower Marine Riser Package (Lmrp).

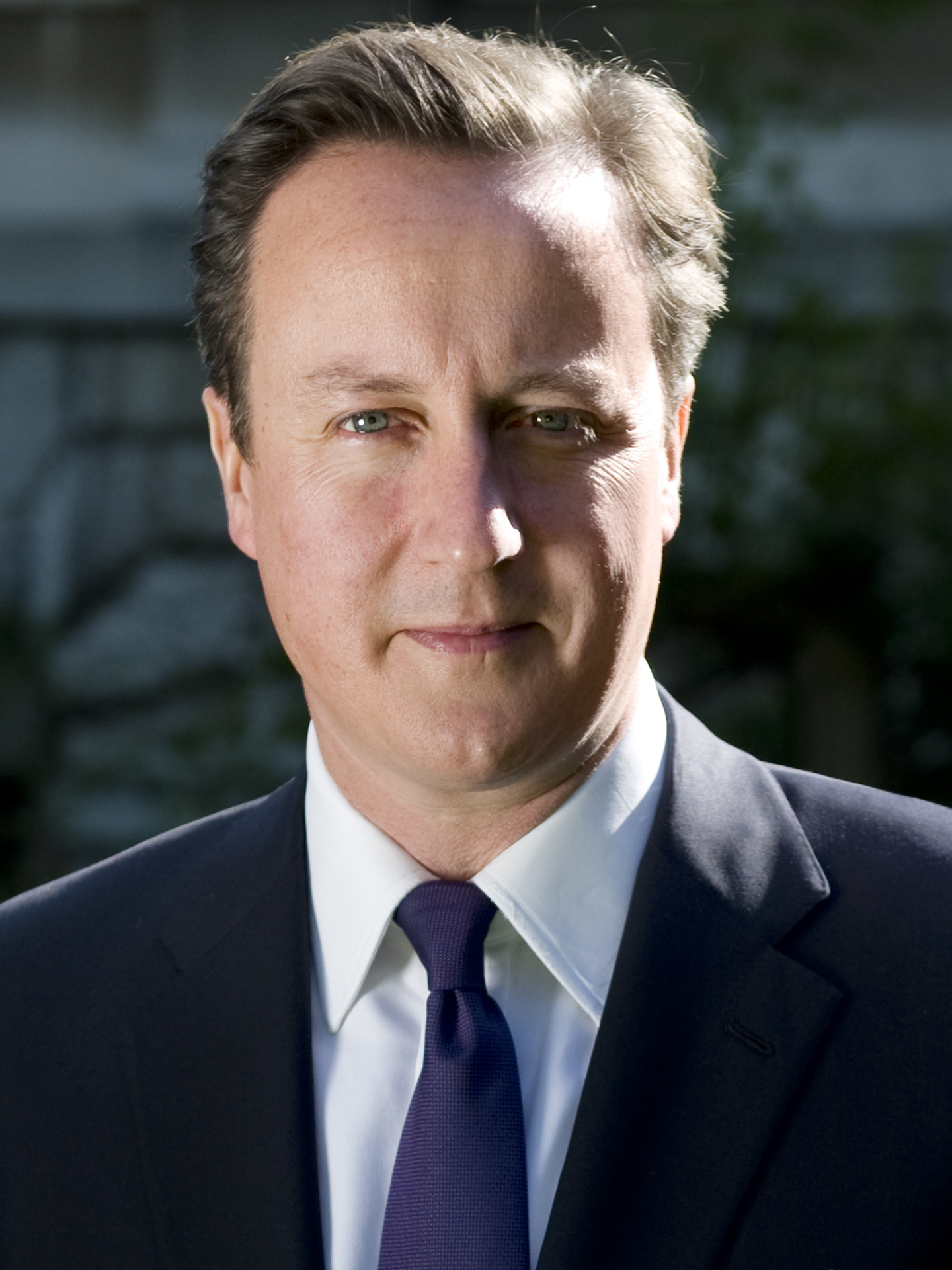
David Cameron este numit premier al Marii Britanii

## Decese
- 1 mai: Timothy Mofolorunso Aluko, 91 ani, scriitor nigerian (n. 1918)
- 2 mai: Constantin Pițigoi, 76 ani, violonist român de etnie romă (n. 1933)
- 2 mai: Kei Satō, 81 ani, actor de film și narator japonez (n. 1928)
- 5 mai: Mircea Nicolae Angelescu, 86 ani, medic infecționist român (n. 1923)
- 5 mai: Umaru Yar'Adua, 58 ani, al 13-lea președinte al Nigeriei (2007-2010), (n. 1951)
- 6 mai: Hoàng Cầm, 88 ani, poet și romancier vietnamez (n. 1922)
- 7 mai: Solomon Apt, 88 ani, traducător și filolog rus (n. 1921)
- 7 mai: Zoran Kurteș, 44 ani, handbalist și antrenor sârb (n. 1965)
- 8 mai: Fiodor Scripcenco (Tudor Scripcenco), 74 ani, jucător și antrenor de șah din R. Moldova (n. 1935)
- 11 mai: Dirayr Mardichian (n. Dikran Mardichian), 79 ani, episcop armean (n. 1930)
- 11 mai: Imre Tóth (n. Imre Roth), 88 ani, filosof maghiar de etnie evreiască, născut în România (n. 1921)
- 11 mai: Radu P. Voinea, 86 ani, inginer român (n. 1923)
- 13 mai: Ion D. Haulică, 86 ani, medic român (n. 1924)
- 13 mai: Alexandru Sever (n. Solomon Silberman), 89 ani, prozator, dramaturg român de etnie evreiască (n. 1921)
- 15 mai: Loris Kessel, 60 ani, pilot elvețian de Formula 1 (n. 1950)
- 15 mai: Rudolf de Habsburg-Lorena (n. Rudolf Syringus Peter Karl Franz Joseph Robert Otto Antonius Maria Pius Benedikt Ignatius Laurentius Justiniani Marcus d'Aviano), 90 ani, fiul împăratului Carol I al Austriei (n. 1919)
- 16 mai: Ronnie James Dio (n. Ronaldo Giovanni Padovan), 67 ani, cântăreț și compozitor american (Dio), (n. 1942)
- 18 mai: Neculae Radu, 75 ani, om politic român (n. 1934)
- 18 mai: Edoardo Sanguineti, 79 ani, poet, scriitor și profesor universitar italian (n. 1930)
- 18 mai: Eduardo Sanguinetti, scriitor italian (n. 1930)
- 22 mai: Martin Gardner, 95 ani, scriitor american (n. 1914)
- 23 mai: Leonida Georgievna, Mare Ducesă a Rusiei (n. Leonida Bagration de Mukhrani), 95 ani (n. 1914)
- 23 mai: Simon Mark Monjack, 39 ani, regizor britanic (n. 1970)
- 24 mai: Paul Dedrick Gray, 38 ani, basist american (Slipknot), (n. 1972)
- 25 mai: Pino Daeni, 70 ani, pictor italian (n. 1939)
- 26 mai: Jean Constantin (n. Constantin Cornel Jean), 81 ani, actor român de comedie (n. 1928)
- 28 mai: Gary Coleman (Gary Wayne Coleman), 42 ani, actor american (n. 1968)
- 28 mai: Mihai Drăgănescu, 80 ani, inginer, autor, filosof și eseist român, membru titular al Academiei Române (n. 1929)
- 29 mai: Dennis Lee Hopper, 74 ani, actor american (n. 1936)
- 30 mai: Ali-Ollie Woodson, 58 ani, cântăreț american (The Temptations), (n. 1951)